# Thulêan Mysteries
Albums de Burzum
The Ways of Yore
(2014) The Land of Thulê
(2024)
Thulêan Mysteries est le douzième album de Burzum, publié le 13 mars 2020 par le label Byelobog Productions.

## Production
Varg Vikernes avait annoncé en publiant The Ways of Yore, qu'il allait abandonner la scène musicale, mais il a continué à enregistrer de temps en temps des morceaux, à partir de 2014. Ensuite il s'est rendu compte qu'il avait du matériel suffisant pour publier un album. Alors en 2019 il annonce la publication d'un album en 2020, qui sera la musique de sous-fond pour son jeu de rôle sur table, MYFAROG. Il publie cet album le 13 mars 2020.

## Liste des titres
| 1.  | The Sacred Well         | 2:56 |
| 2.  | The Loss of a Hero      | 0:55 |
| 3.  | ForeBears               | 4:04 |
| 4.  | A Thulêan Perspective   | 4:02 |
| 5.  | Gathering of Herbs      | 1:15 |
| 6.  | Heill auk Sæll          | 3:38 |
| 7.  | Jötunnheimr             | 1:39 |
| 8.  | Spell-Lake Forest       | 1:07 |
| 9.  | The Ettin Stone Heart   | 1:16 |
| 10. | The Great Sleep         | 1:29 |
| 11. | The Land of Thulê       | 2:14 |
| 12. | The Lord of the Dwarves | 5:15 |
| 13. | A Forgotten Realm       | 7:25 |
| 14. | Heill Óðinn, Sire       | 1:19 |
| 15. | The Ruins of Dwarfmount | 1:31 |
| 16. | The Road to Hel         | 7:44 |
| 17. | Thulêan Sorceryl        | 2:12 |

| 1. | Descent into Niflheimr | 1:42  |
| 2. | Skin Traveller         | 4:37  |
| 3. | The Dream Land         | 8:44  |
| 4. | Thulêan Mysteries      | 4:24  |
| 5. | The Password           | 15:14 |
| 6. | The Loss Of Thulê      | 5:04  |

## Composition
- Varg Vikernes : tous les instruments, chant.

## Illustration
La pochette de l'album est basée sur une illustration de l'artiste norvégien Theodor Kittelsen, intitulée Nøkken, 1887-92.